# Hans Maass

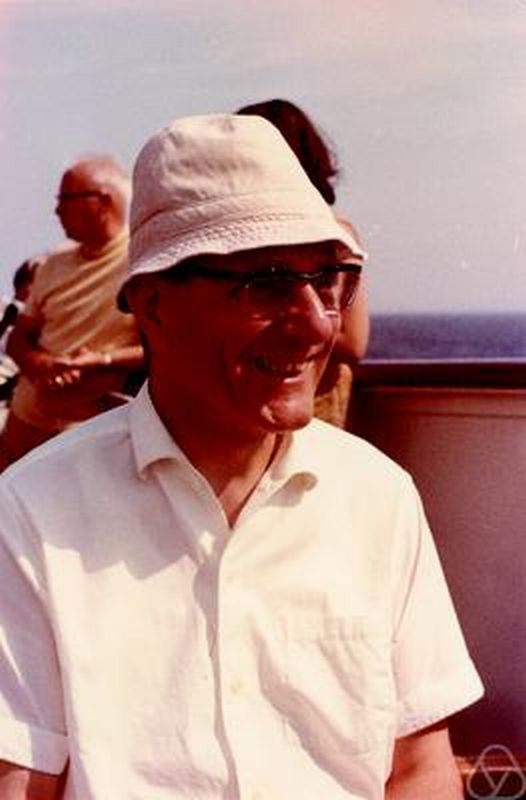
Hans Maass

Hans Maass (Duits: Hans Maaß) (Hamburg, 17 juni 1911 - 15 april 1992) was een Duits wiskundige die de Maass-golfvormen (1949), Koecher-Maass-reeksen (1950) en Maass-Selberg-relaties introduceerde. Maass was een leerling van Erich Hecke.

## Publicaties
- Maass Hans, Über eine neue Art von nichtanalytischen automorphen Funktionen und die Bestimmung Dirichletscher Reihen durch Funktionalgleichungen, 1949, Mathematische Annalen, ISSN 0025-5831, vol. 121, blz. 141–183
- Maass, H., (1949) Automorphe Funktionen von mehreren Veranderlichen und Dirichletsche Reihen, Abh. Math. Sem. U. Hamburg,  16:72-100.
- Maass Hans, Modulformen zweiten Grades und Dirichletreihen, 1950, Mathematische Annalen, ISSN 0025-5831, vol. 122, blz. 90–108
- Maass Hans, On Siegel's Modular Functions, zie hier, Tata Institute of Fundamental Research Lectures on Mathematics, 1955, vol. 3
- Maass Hans met aantekening door Lal Sunder, Lectures on modular functions of one complex variable, zie hier, Tata Institute of Fundamental Research, Bombay, Tata Institute of Fundamental Research Lectures on Mathematics, ISBN 978-3-540-12874-8, 1964, vol. 29
- Maass Hans, Siegel's modular forms and Dirichlet series, Springer-Verlag, Berlin, New York, Lecture Notes in Mathematics, 1971, vol 216